# Robert Sarver
Robert Sarver, né en 1961 à Tucson, est un homme d'affaires américain. Il est le cofondateur du fonds d'investissement Southwest Value Partners (en) et il est propriétaire du RCD Majorque.

## Biographie
En 1984, il fonde la National Bank of Tucson qui devient ensuite la National Bank of Arizona. En 1994, il vend cette banque indépendante, alors la plus grande de l'État, à Zions Bancorporation. 
En 1995, il achète la Grossmont Bank, une des plus grandes banques de San Diego. Grossmont est également vendue à Zions Bancorporation en 1997. 
En 2004, il achète les Suns de Phoenix pour un montant de 401 millions de dollars.
En janvier 2016, il achète le RCD Majorque pour un montant de 20 millions d'euros,.
En décembre 2022, Mat Ishbia, le président de United Wholesale Mortgage (en), rachète les parts de Sarver et devient le nouveau propriétaire majoritaire des Suns. Il devient aussi propriétaire du Mercury de Phoenix. Au total, Ishbia dépense 4 milliards de dollars. Le changement est approuvé en février 2023 par les autres propriétaires de la NBA. La vente de 37 % des parts par Sarver lui rapporte 1,48 milliard de dollars,,.